# ProB (Basketball Bundesliga)
La ProB es el tercer nivel de la competición de baloncesto en Alemania, por detrás de la Basketball Bundesliga y de la ProA. Hasta el año 2008 sólo había una segunda división, la 2. Basketball Bundesliga, que se dividía en norte y sur, pero desde ese año se dividió en dos subcategorías de forma jerárquica, la ProA, que es la segunda categoría y que proporciona el ascenso a la Beko BBL, y la ProB, con 24 equipos divididos en dos grupos, que sería la tercera categoría.

## Equipos 2024-2025
| Equipo                         | Ciudad                 |
| ------------------------------ | ---------------------- |
| Bayer Giants Leverkusen        | Leverkusen             |
| Berlin Braves 2000             | Berlin                 |
| BSW Sixers                     | Sandersdorf-Brehna     |
| EN Baskets Schwelm             | Schwelm                |
| ETB Miners                     | Essen                  |
| Gartenzaun24 Baskets Paderborn | Paderborn              |
| Iserlohn Kangaroos             | Iserlohn               |
| Itzehoe Eagles                 | Itzehoe                |
| Lok Bernau                     | Bernau bei Berlin      |
| SBB Baskets Wolmirstedt        | Wolmirstedt            |
| SC Rist Wedel                  | Wedel                  |
| Rostock Seawolves ll           | Rostock                |
| TKS 49ers                      | Stahnsdorf             |
| TSV Neustadt temps Shooters    | Neustadt am Rübenberge |

| Equipo                            | Ciudad            |
| --------------------------------- | ----------------- |
| Ahorn Camp BIS Baskets Speyer     | Speyer            |
| BBC Coburg                        | Coburg            |
| BG Leitershofen/Stadtbergen       | Stadtbergen       |
| CATL Basketball Löwen             | Erfurt            |
| Dragons Rhöndorf                  | Bad Honnef        |
| FC Bayern Basketball II           | München           |
| OrangeAcademy                     | Neu-Ulm           |
| Porsche BBA Ludwigsburg           | Ludwigsburg       |
| RheinStars Köln                   | Köln              |
| Skyliners Frankfurt Juniors       | Frankfurt am Main |
| SV Fellbach Flashers              | Fellbach          |
| Team Ehingen Urspring             | Ehingen (Donau)   |
| TSV Oberhaching Tropics           | Oberhaching       |
| VR Bank Würzburg Baskets Akademie | Würzburg          |

## Palmarés
| Temporada | Campeón                                         | Subcampeón                                      |
| --------- | ----------------------------------------------- | ----------------------------------------------- |
| 2007–08   | ETB Wohnbau Baskets                             | Kirchheim Knights                               |
| 2008–09   | Crailsheim Merlins                              | Herzöge Wolfenbüttel                            |
| 2009–10   | Dragons Rhöndorf                                | Hertener Löwen                                  |
| 2010–11   | Erdgas Ehingen/Urspringschule                   | BG Leitershofen/Stadtbergen                     |
| 2011–12   | Oettinger Rockets Gotha                         | SC Rasta Vechta                                 |
| 2012–13   | Bayer Giants Leverkusen                         | Schwelmer Baskets                               |
| 2013–14   | Oldenburger TB                                  | Baunach Young Pikes                             |
| 2014–15   | Oldenburger TB                                  | SC Rist Wedel                                   |
| 2015–16   | Erdgas Ehingen/Urspringschule                   | Fraport Skyliners Juniors                       |
| 2016–17   | Weißenhorn Youngstars                           | PS Karlsruhe Lions                              |
| 2017–18   | SV Oberelchingen                                | Rostock Seawolves                               |
| 2018–19   | Bayer Giants Leverkusen                         | UBC Münster                                     |
| 2019–20   | Temporada interrumpida por la pandemia COVID-19 | Temporada interrumpida por la pandemia COVID-19 |
| 2020–21   | Itzehoe Eagles / VfL SparkassenStars Bochum     | Itzehoe Eagles / VfL SparkassenStars Bochum     |
| 2021–22   | Dresden Titans                                  | ART Giants Düsseldorf                           |
| 2022–23   | SG Lützel-Post Koblenz                          | SC Rasta Vechta II                              |
| 2023–24   | Dragons Rhöndorf                                | RheinStars Köln                                 |
| 2024–25   | Bayer Giants Leverkusen                         | SBB Baskets Wolmirstedt                         |